# فيليب سوان
فيليب سوان هو مغني ومغن مؤلف بلجيكي، ولد في 18 مارس 1961.

## وصلات خارجية
- فيليب سوان على موقع IMDb (الإنجليزية)
- فيليب سوان على موقع ميوزك برينز (الإنجليزية)
- فيليب سوان على موقع أول ميوزيك (الإنجليزية)
- فيليب سوان على موقع ديسكوغز (الإنجليزية)
- فيليب سوان على موقع قاعدة بيانات الفيلم (الإنجليزية)